# Arctotis

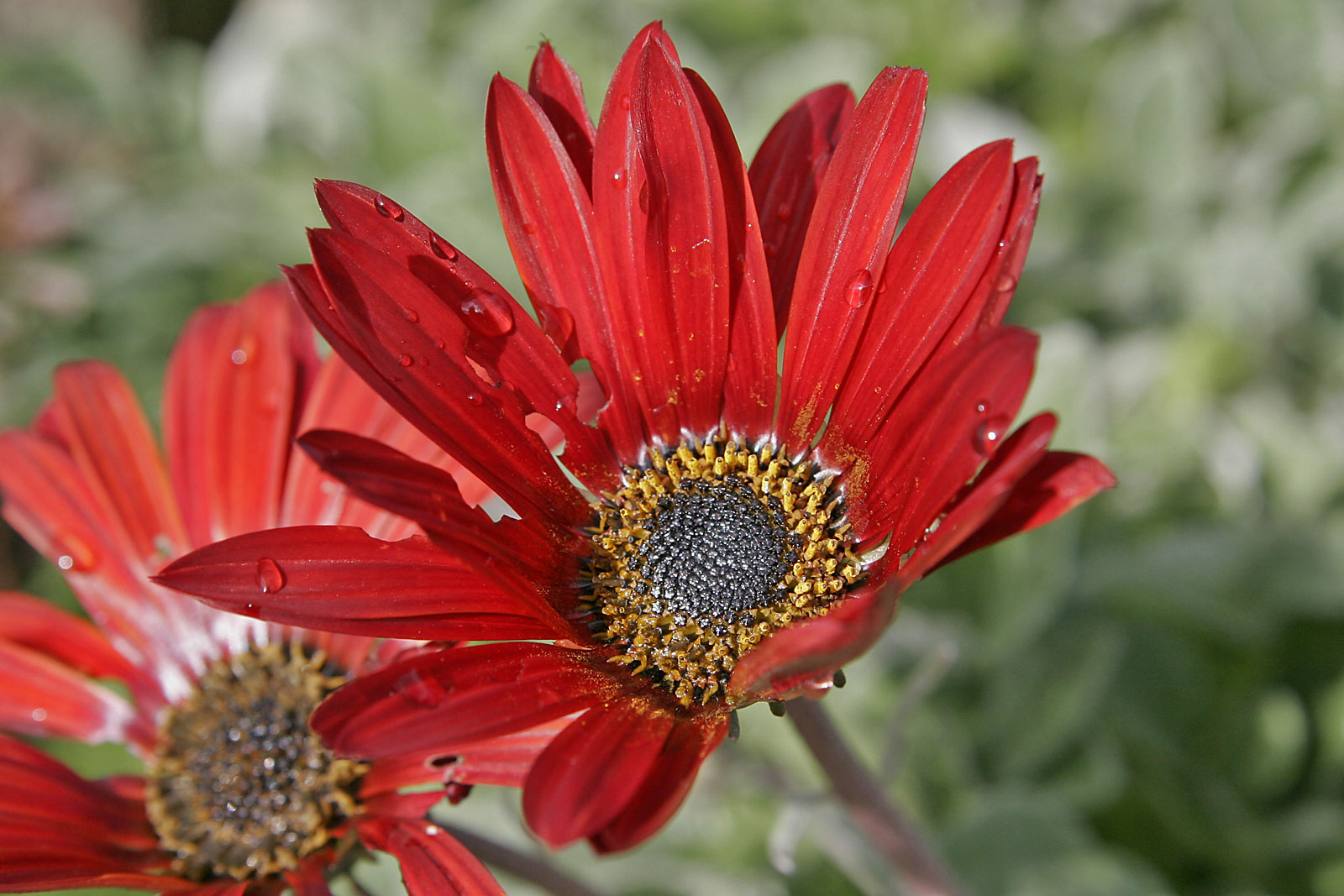
Arctotis.

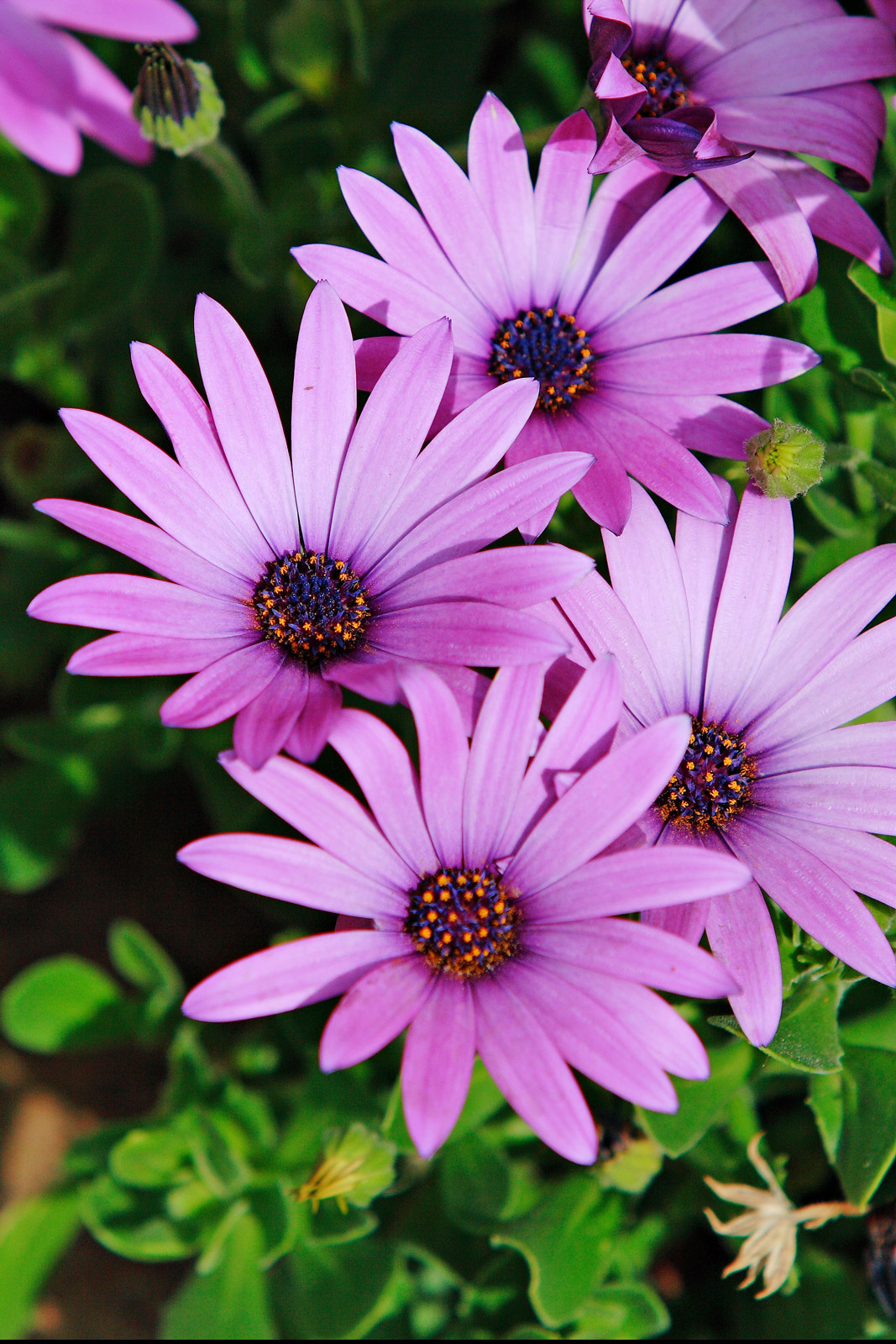
Arcotis.

Arctotis és un gènere de plantes angiospermes dins la família de les asteràcies.
Són plantes natives d'Àfica del sud. Algunes espècies s'utilitzen com a planta ornamental.

## Taxonomia
Dins d'aquest gènere es reconeixen les següents espècies:
- Arctotis acaulis L.
- Arctotis acuminata K.Lewin
- Arctotis adpressa DC.
- Arctotis angustifolia L.
- Arctotis arctotoides O.Hoffm.
- Arctotis argentea Thunb.
- Arctotis aspera L.
- Arctotis auriculata Jacq.
- Arctotis bellidiastrum (S.Moore) K.Lewin
- Arctotis bellidifolia P.J.Bergius
- Arctotis bolusii (S.Moore) K.Lewin
- Arctotis breviscapa Thunb.
- Arctotis campanulata DC.
- Arctotis canescens DC.
- Arctotis caudata K.Lewin
- Arctotis debensis R.J.McKenzie
- Arctotis decurrens O.Hoffm.
- Arctotis decurrens Jacq.
- Arctotis diffusa Thunb.
- Arctotis dimorphocarpa R.J.McKenzie
- Arctotis discolor Beauverd
- Arctotis dregei Turcz.
- Arctotis elongata Thunb.
- Arctotis erosa Beauverd
- Arctotis fastuosa Jacq.
- Arctotis flaccida Jacq.
- Arctotis formosa Thunb.
- Arctotis fosteri N.E.Br.
- Arctotis frutescens Norl.
- Arctotis glabrata Jacq.
- Arctotis glandulosa Thunb.
- Arctotis gowerae E.Phillips
- Arctotis gumbletonii Hook.f.
- Arctotis hirsuta Beauverd
- Arctotis hispidula Beauverd
- Arctotis incisa Thunb.
- Arctotis laciniata Lam.
- Arctotis lanceolata Harv.
- Arctotis leiocarpa Harv.
- Arctotis leucanthemoides Jacq.
- Arctotis linearis Thunb.
- Arctotis merxmuelleri Friedrich
- Arctotis microcephala Beauverd
- Arctotis muricata Thunb.
- Arctotis paniculata Jacq.
- Arctotis perfoliata Beauverd
- Arctotis pinnatifida Thunb.
- Arctotis pusilla DC.
- Arctotis reptans Jacq.
- Arctotis revoluta Jacq.
- Arctotis rogersii (S.Moore) K.Lewin
- Arctotis roodae Hutch.
- Arctotis rotundifolia K.Lewin
- Arctotis scabra Thunb.
- Arctotis schlechteri K.Lewin
- Arctotis schraderi (DC.) Beauverd
- Arctotis scullyi Dümmer
- Arctotis serpens (S.Moore) K.Lewin
- Arctotis setosa K.Lewin
- Arctotis spinulosa Jacq.
- Arctotis stoechadifolia P.J.Bergius - margarida africana[4]
- Arctotis suffruticosa K.Lewin
- Arctotis sulcocarpa K.Lewin
- Arctotis tricolor Jacq.
- Arctotis venidioides DC.
- Arctotis venusta Norl.
- Arctotis verbascifolia Harv.
- Arctotis virgata Jacq.